# Bahrein a 2013-as úszó-világbajnokságon
Bahrein három úszóval vett részt a 2013-as úszó-világbajnokságon, akik hét versenyszámban indultak.

## Úszás
Férfi
| Versenyző      | Verseny                   | Selejtező | Selejtező | Elődöntő          | Elődöntő          | Döntő             | Döntő             |
| Versenyző      | Verseny                   | Idő       | Helyezés  | Idő               | Helyezés          | Idő               | Helyezés          |
| -------------- | ------------------------- | --------- | --------- | ----------------- | ----------------- | ----------------- | ----------------- |
| Khalid Alibaba | 400 méteres gyorsúszás    | 4:29.94   | 48        |                   |                   | Nem jutott tovább | Nem jutott tovább |
| Khalid Alibaba | 200 méteres pillangóúszás | 2:20.23   | 33        | Nem jutott tovább | Nem jutott tovább | Nem jutott tovább | Nem jutott tovább |
| Farhan Sultan  | 50 méteres gyorsúszás     | 25.39     | 69        | Nem jutott tovább | Nem jutott tovább | Nem jutott tovább | Nem jutott tovább |
| Farhan Sultan  | 100 méteres gyorsúszás    | 55.49     | 71        | Nem jutott tovább | Nem jutott tovább | Nem jutott tovább | Nem jutott tovább |
| Farhan Sultan  | 100 méteres hátúszás      | 1:05.67   | 52        | Nem jutott tovább | Nem jutott tovább | Nem jutott tovább | Nem jutott tovább |

Női
| Versenyző        | Verseny                | Selejtező | Selejtező | Elődöntő          | Elődöntő          | Döntő             | Döntő             |
| Versenyző        | Verseny                | Idő       | Helyezés  | Idő               | Helyezés          | Idő               | Helyezés          |
| ---------------- | ---------------------- | --------- | --------- | ----------------- | ----------------- | ----------------- | ----------------- |
| Sameera Al-Bitar | 50 méteres gyorsúszás  | 29.88     | 67        | Nem jutott tovább | Nem jutott tovább | Nem jutott tovább | Nem jutott tovább |
| Sameera Al-Bitar | 100 méteres gyorsúszás | 1:05.32   | 63        | Nem jutott tovább | Nem jutott tovább | Nem jutott tovább | Nem jutott tovább |